# Herren von Lengenbach

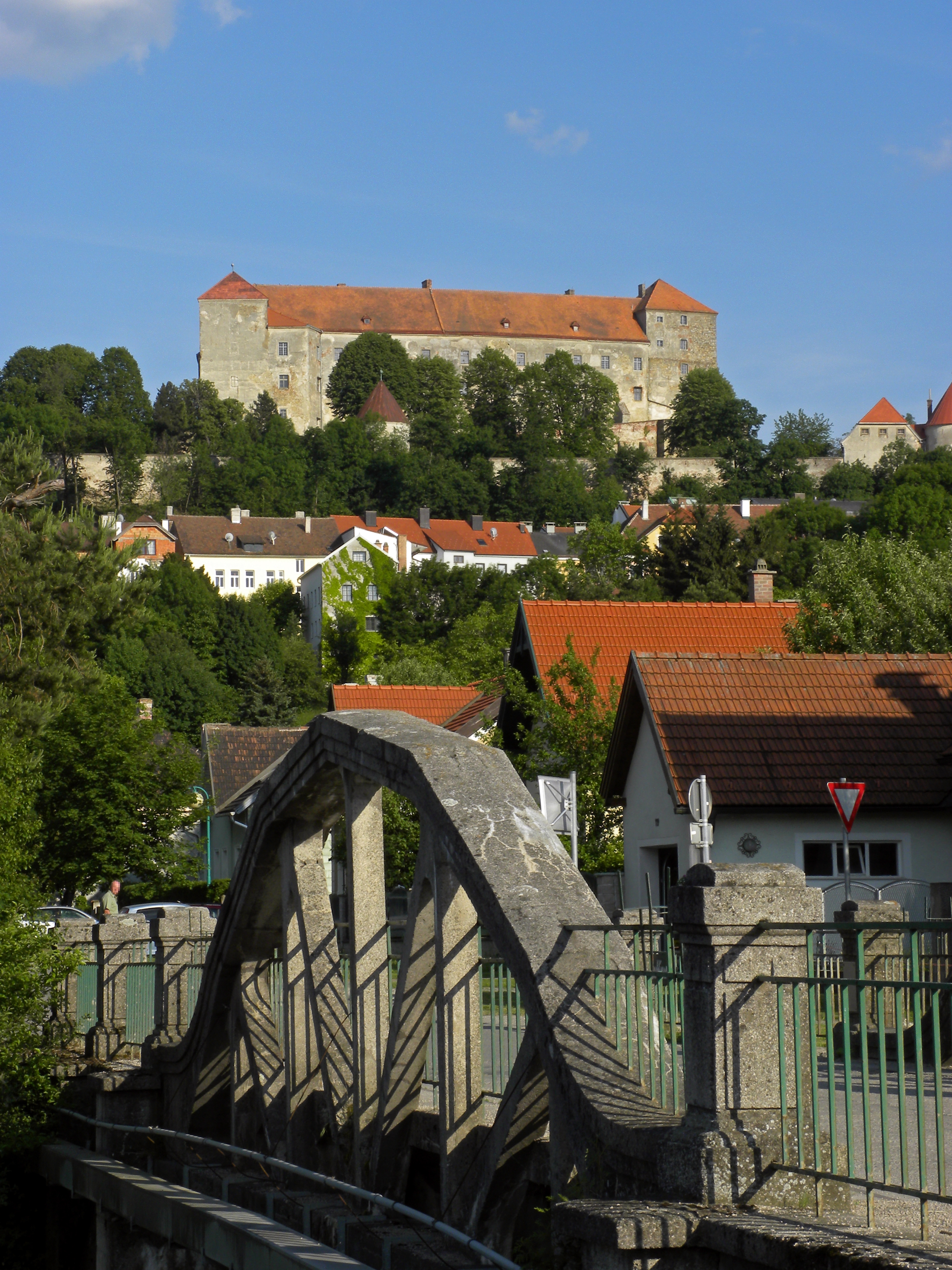
Burg Neulengbach im Wienerwald (Niederösterreich)

Die Herren von Lengenbach (auch Lengenbacher) sind ein bairisch-niederösterreichisches Adelsgeschlecht, das zwischen 1188 und 1235 die Regensburger Domvögte stellte. Sie verwalteten die Besitzungen des Hochstifts Regensburg im Herzogtum Österreich (das Regensburger Luß). Ihnen kommt eine Bedeutung bei der Entwicklung der Babenberger Herrschaft in Österreich und der Erschließung des Wienerwaldes zu.
Um 1189 errichteten die Herren von Lengenbach die Burg Neulengbach als Zentrum ihrer Herrschaft. Die Burg Altlengbach wandelten sie nach 1192 in einen befestigten Pfarrhof mit Kirche um (Listeneintrag). Ihr Hauskloster war das Stift Sankt Andrä an der Traisen. Sie werden oft in Zusammenhang mit den Babenberger Markgrafen und Herzögen genannt und dürften auch am 17. September 1156 bei der Erhebung Österreichs zum Herzogtum anwesend gewesen sein. Sie konnten eine aufwändige Hofhaltung mit einem eigenen Mundschenk- und Truchsessamt betreiben. Der erste Mundschenk war Siegfried von Wolfsberg, der erste nachweisbarer Truchseß hieß Ulrich. Sie verfügten auch über eine stattliche Zahl an Ministerialen und hatten eine Affinität zum Minnesang, wie auch eine Bemerkung von Neidhart von Reuental über sein Haus in Lengbach zeigt.

## Geschichte
Vermutlich ist ein Engilrich der Spitzenahn oder zumindest Besitzvorgänger der Lengenbacher; er wird hier 998 bei einer Schenkung durch Kaiser Otto III. genannt, bei der dieser Königsgut auf Bitten seines getreuen Herzogs Heinrich zwischen der Großen Tulln und ihrem Nebenfluss „amicinesbach“ (heute Anzbach) verschenkt. Seine Aufgabe war es, den Übergang über die Traisen zu bewachen. Er wird der Familie der Grafen von Ebersberg zugeordnet, die bei der Kolonisierung Österreichs eine wichtige Rolle gespielt hat. Als die Grafen Eberhard von Ebersberg († nach 1040) und Adalpero († 1045) das Kloster Geisenfeld gegründeten, haben sie diesem auch Besitzungen in Elsbach, Asperhofen und Legenpach (vermutlich Altlengbach) überlassen; sie hatten danach aber weiterhin Besitzungen im Raum von Lengbach. Auch eine verwandtschaftliche Beziehung dieses Engilrich mit den Grafen von Görz wird vermutet, da sein Name oder Varianten davon (Engelbert) in der Stammliste dieser Grafenfamilie vorkommen und sie auch Besitzungen in Niederösterreich hatten. Die Befestigung von Altlengbach steht in Zusammenhang mit der Grenzsicherung und der Organisation von Herrschaft am Rand des Wienerwaldes, gleichzeitig diente sie der Sicherung der Straße, die von St. Pölten nach Wien führte. Bei der Verlagerung des Verkehrs auf eine neue Strecke ging 1192 die Verlegung des Sitzes nach Neulengbach einher.
Der älteste, sicher nachweisbare Angehörige der Familie der Lengenbacher ist Otto von Purgstall, auf dem um 1100 errichteten regensburgischen Schloss Purgstall. Er und seine Nachfolger werden als Edelfreie bezeichnet und mit den Prädikaten vir liber et nobilis belegt. Bei ihm wird eine verwandtschaftliche Beziehung zu den Burggrafen von Regensburg (Babonen) vermutet, die im 12. Jahrhundert enge Beziehungen zu den Babenbergern hatten. Aus diesem Geschlecht hat der Burggraf Friedrich I. verschiedene Besitzübertragungen bezeugt (etwa 1159 bei der Übertragung von Zehnt- und Nutzungsrechten von Petzenkirchen an das Bistum Passau oder 1160 bei einem Vertrag zwischen dem Passauer Bischof und dem Grafen Konrad I. von Peilstein). 1148 erhielten die Lengenbacher die Burg Spielberg auf einer Donauinsel, welche die Herren von Perg und Machland als Klostervögte im Regensburger Luß erbaut hatten.

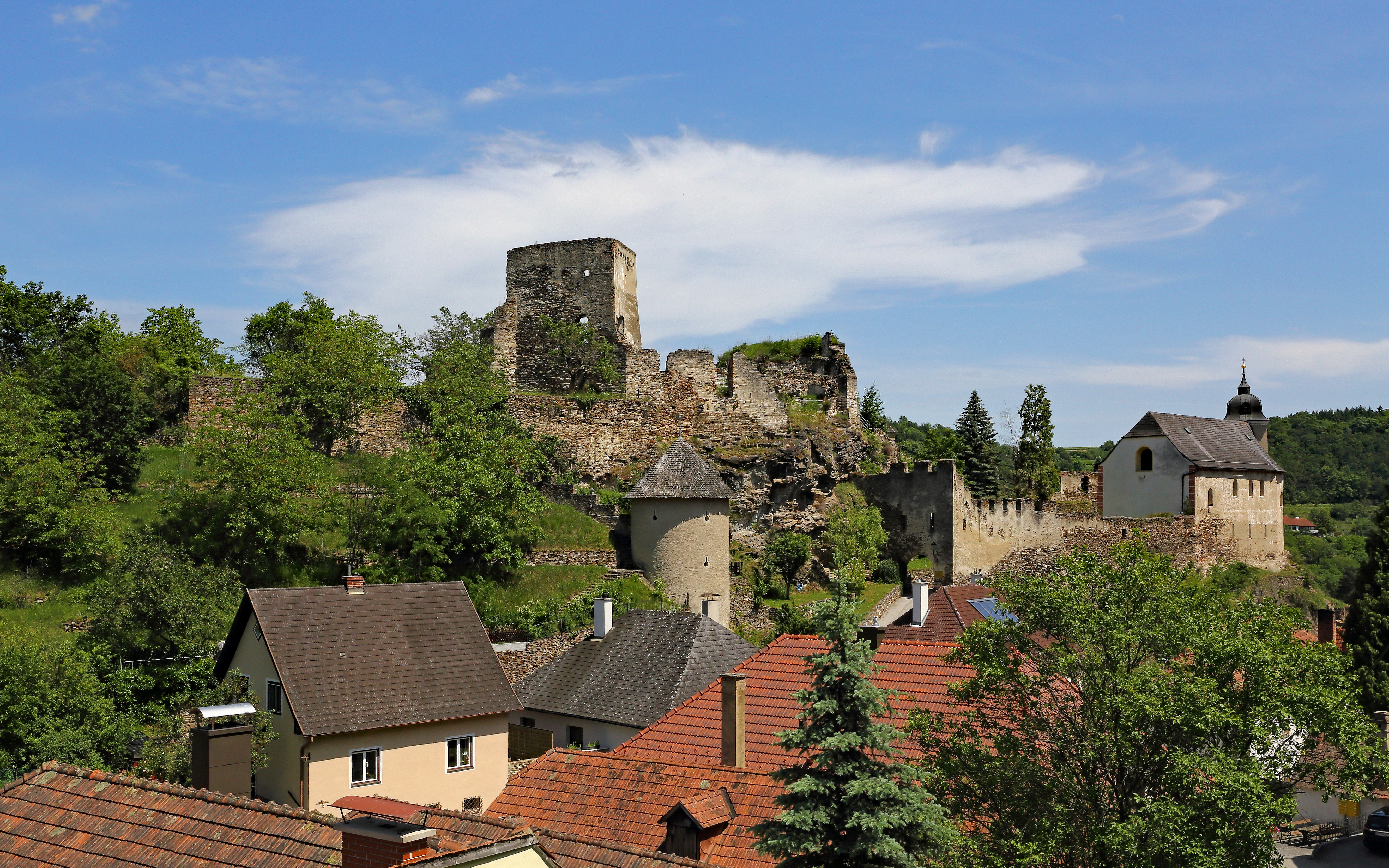
Burgruine Rehberg

Mit zum ältesten Besitz der Lengenbacher hat Burg Rehberg gehört, nach der sich etliche Lengenbacher (etwa Otto II. von Rehberg) nannten. Otto III. von Purgstall, Rehberg und Lengenbach wird am 30. Dezember 1160 mit seinen Söhnen Otto und Berthold als Zeuge des Walter von Traisen bei der Gründung des Chorherrenstiftes Sankt Andrä an der Traisen letztmals urkundlich erwähnt. Er oder sein Sohn Otto IV. war auch anwesend bei der Gründung des Schottenklosters 1155 in Wien durch Herzog Heinrich II. und 1156 als Zeuge bei der Gründung des Klosters Klein-Mariazell. Otto III. trat nach 1160 ins Hauskloster St. Andrä an der Traisen ein und starb an einem 16. Mai, frühestens 1161 (Necr. Germ. 5, S. 354).
Otto IV. von Rehberg und Lengenbach gelang es, Reichslehen im Lungau aus der Sulzbacher Herrschaft zu erwerben und er bekam auch Besitzungen des steirischen Herzogs Otakar IV. übereignet. Er erscheint 1186 bei der Ausstellung der Georgenberger Handfeste. Nachdem 1188 der bairische Graf Gebhard von Sulzbach gestorben war, bekam Otto IV. im folgenden Jahr die gesamten Vogteirechte des Hochstifts Regensburg im Herzogtum Österreich übertragen. In dieser einflussreichen Funktion wird er häufig erwähnt, mit unterschiedlichen Namenszusätzen firmiert er als Ratisbonensis advocatus, Tumadvocatus, advocatus de Lengenbach, Tumbvogt und sogar als Dei gratia Ratisbonensis ecclesiae advocatus. Zwischen 1186 und 1192 verzichteten er und sein Sohn Hartwig III. auf ihre Vogteirechte am Stift St. Andrä und schenkten diesem Kloster weitere Besitztümer. Unter ihm entstanden weitere Ministerialenburgen, unter anderem 1170/80 die Burg Windegg. 1192 starb Otto IV. Sein Sohn Hartwig (ca. 1150–1219) erbte über 20 Burgherrschaften, die durch Ministerialen und Burgmannen verwaltet wurden; er nannte sich ebenfalls Domvogt von Regensburg.
Otto V. wird 1221 bei der Verleihung der Stadtrechte an Wien durch Herzog Leopold VI. erwähnt. Er ist der letzte Regensburger Domvogt aus dieser Familie. Seine Burgherrschaften, darunter Spielberg, Aist, Windegg, Zell und Prandegg baute er stetig aus. 1244 erschien er mit 22 Gefolgsleuten auf einem Turnier in Friesach, 1227 empfing er den Minnesänger Ulrich von Liechtenstein auf dessen Venusfahrt an der Spitze von 50 prächtig ausgestatteten Rittern. Über seine Verbindung zu Kaiser Friedrich II. strebte er die Erlangung der Reichsunmittelbarkeit an, was ihn in Konflikt mit Herzog Leopold VI. brachte. Als dieser 1230 starb, griff sein Sohn Friedrich II., der Streitbare, abtrünnige Adelige wie die Kuenringer, Falkenberger, Ottensteiner, Sonnberger und auch den Lengenbacher an. Vermutlich kam es zu Verwüstungen im Unteren Mühlviertel. Otto V. eignete sich in seiner Vogtsstellung Klostergüter an (Stift Baumgartenberg, Stift Sankt Florian, Stift Garsten). Als 1235 bayrische Truppen ins Land ob der Enns und ungarische und steirische Verbände ins Land unter der Enns einfielen, beteiligte er sich an der Invasion. Bei der harten Aufstandsbekämpfung durch Herzog Friedrich kam Otto Ende 1235 oder Anfang 1236 ums Leben. Er wurde im Erbbegräbnis im Stift Sankt Andrä beigesetzt. Das Amt des Domvogtes wurde danach mit einem Konrad besetzt, dessen familiäre Herkunft unbekannt ist. Nach weiteren zehn Jahren hat Bischof Siegfried das Amt des Domvogtes eingezogen.
Nach dem Aussterben der Lengenbacher zog Herzog Friedrich II. deren Besitzungen ein. Mit seinem Tod 1246 in der Schlacht an der Leitha gegen die Ungarn endete auch die 270-jährige Epoche der Babenberger in Österreich. Die Nachfolger als Lehnsnehmer im Bereich von Lengenbach waren die Truchsesse von Lengenbach (auch „jüngere Lengenbacher“ genannt). Diese waren ursprünglich ein Ministerialengeschlecht der Lengenbacher, wurden dann aber zu Lehensleuten der österreichischen Herzöge und konnten ihre Besitzungen allodifizieren. Da diese sich am Beginn des 14. Jahrhunderts an einem Aufstand gegen Herzog Albrecht I. beteiligten, gingen sie ihrer Lehen verlustig.

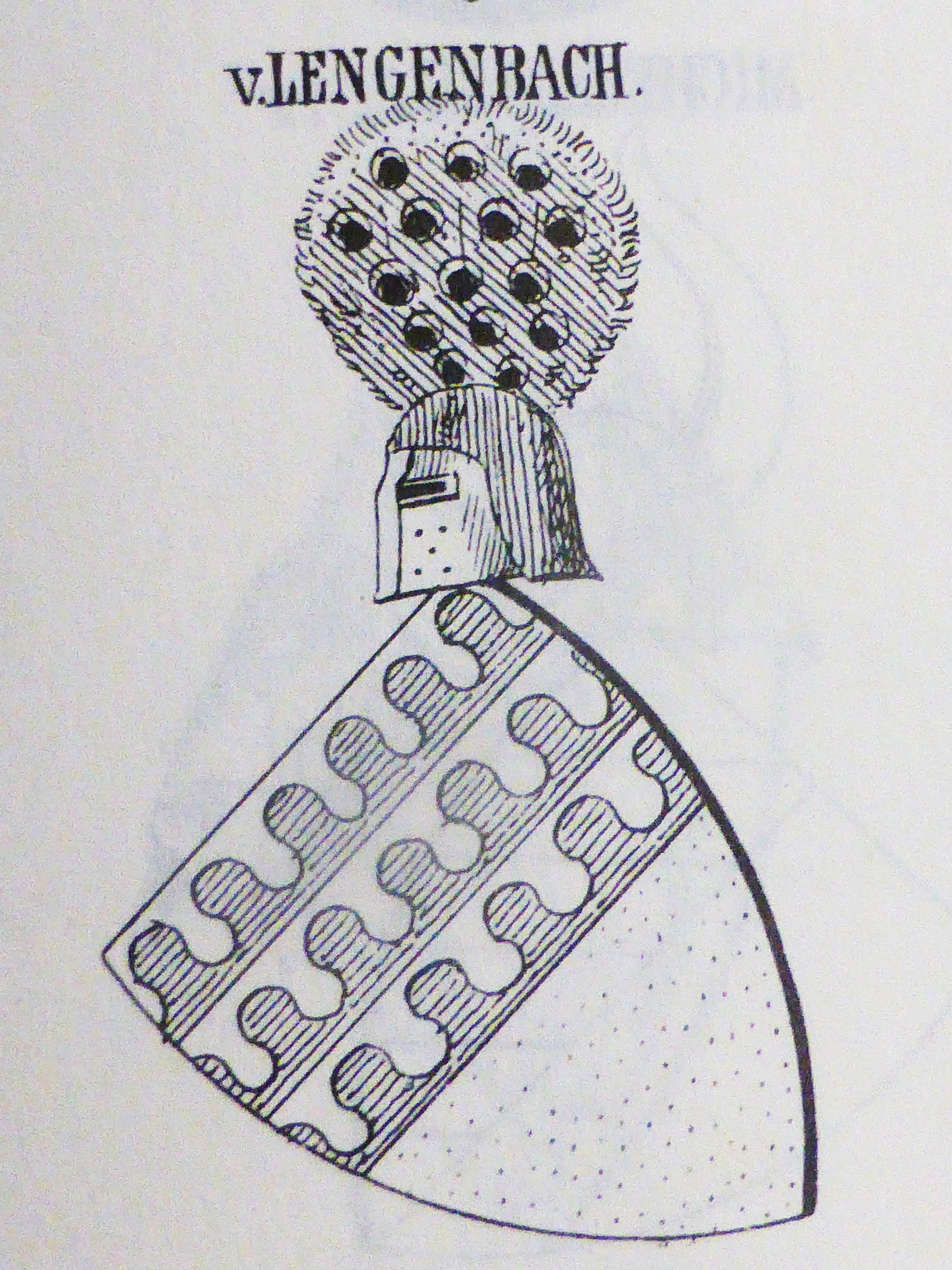
Wappen der Herren von Lengenbach nach Siebmachers Wappenbuch

## Wappen
Ulrich von Liechtenstein beschreibt das Wappen wie folgt:

„ir (der Schilde) ober teil daz war gevar
schone, betzvech wiz und bla
wol unterscheiden hie und da
daz nider Teil daz war gar golt
ein rüsch vou Pfansvedern guot
fuort uf dem helm der hochgemuot
die ruesch was wol elln hoch
gebunden uf den helm sin
mit einer risen guot sin“

## Stammliste
NN
- Engilrich (?), 988
  - Otto I. (von Purgstall), ca. 1050/55
    - Otto II. (von Rehberg), † 21. Oktober 1108 ⚭ (I) Mathilde/Mechthild von Bogen, (II) Berta von Traisen
      - Adelheid, † 11. Mai
      - Tuta, † 28. Januar
      - Berta, Nonne in Stift Millstatt, † 27. Dezember
      - Heinrich (von Purgstall), ca. 1120–1141
      - Hartwig I. (von Purgstall und Lengenbach), ca. 1120–1158, ⚭ N.N. von Sulzbach (?)
        - Hartwig II., ca. 1165
        - Gebhard, ca. 1165

      - Otto III. (von Purgstall, Rehberg und Lengenbach), ca. 1120–1160, † 16. Mai, ab 1161  ⚭ N.N. von Görz,           * spätestens 1127/28, erwähnt ca. 1157/58, Schwester von Engelbert II. von Görz unbekannten Namens.
        - Otto IV. (von Rehberg und Lengenbach), 1155, Domvogt zu Regensburg, † 1192 (oder 1195) ⚭ (I) ⚭ Gräfin Kunigunde von Peilstein; (II) Mechthilde, Tochter des Regensburger Domvogtes Friedrich II. aus dem Geschlecht der Andechser,
          - Hartwig III., ca. 1150–1219, Domvogt zu Regensburg ab 1195, Jerusalempilger und Teilnehmer am Dritten Kreuzzug unter Kaiser Friedrich Barbarossa, † 6. November (?), ⚭ Udalhild von Pernegg, † 25. November (vor 1197)

        - Berthold I. (von Rehberg), 1150–1160, † 23. Dezember (?) ⚭ Kunigunde von Rehberg, † 1177 (?)
          - Otto V. (von Lengenbach),[7] 1200/04–1236, Domvogt zu Regensburg ab 1200/04, Teilnehmer am Kreuzzug Friedrichs II., † 16. Januar 1236 oder 29. Januar 1236, ultimus familiae, ⚭ Kunigunde, „advocatissa de Lengenpach“, † 4. Juni (?)
            - Otto VI., ca. 1200/02–1209, † vor 1. Mai 1220

          - Bertold II. (von Lengenbach), † 5. Februar (?)
          - Kunigunde ⚭ Otto II. von Burgschleinitz
          - (Zählung der Lengbacher mit dem Leitnamen Otto hier nach der Arbeit von Diethard Schmid, nach Richard Perger würde der obige Otto III. als Otto II. gezählt, siehe Literatur unten).